# الشومة (فرع العدين)

تعديل مصدري - تعديل

الشومة محلة تابعة لقرية الضاحتين، التابعة لعزلة العاقبة بمديرية فرع العدين إحدى مديريات محافظة إب في الجمهورية اليمنية، بلغ تعداد سكانها 52 حسب تعداد اليمن لعام 2004.